# San José de Metán
San José de Metán, meglio conosciuta come Metán, è una cittadina argentina situata nella provincia di Salta. È il capoluogo del dipartimento di Metán.

## Geografia
Metán sorge in una conca naturale formata dal río de Las Conchas, tra le pendici orientali delle Ande e il margine occidentale delle pianure del Chaco. È situata a 140 km a sud-est del capoluogo provinciale Salta.

## Storia
San José de Metán fu fondata ufficialmente il 26 maggio 1859.

## Infrastrutture e trasporti

### Strade
San José de Metán sorge lungo le due principali arterie di comunicazione del nord-ovest argentino, la strada nazionale 9 e la strada nazionale 34.

## Amministrazione

### Gemellaggi
- Brusino Arsizio, dal 2017